# Przemysław Wejmann
Przemysław Wejmann ps. „Perła” (ur. 13 grudnia 1975 w Sosnowcu) – polski muzyk, kompozytor, wokalista i autor tekstów, a także producent muzyczny i realizator dźwięku. Dwukrotny laureat nagrody polskiego przemysłu fonograficznego Fryderyka. Działalność artystyczną rozpoczął w 1993 roku w zespole rockowym Guess Why, którego był współzałożycielem. W 2007 roku po nagraniu czterech albumów formacja została rozwiązana. Równolegle w latach 1998–2003 grał w zespole Acid Drinkers, w którym zastąpił Roberta Friedricha.
Poza działalnością artystyczną od 2003 roku prowadzi studio nagraniowe Perlazza, do 2008 funkcjonujące pod nazwą Taklamakan.

## Dyskografia
- Acid Drinkers – Amazing Atomic Activity (1999, Metal Mind Productions)
- Acid Drinkers – Broken Head (2000, Metal Mind Productions)
- Acid Drinkers – Acidofilia (2002, Sony Music)
- Aion – One of 5 (2004, Metal Mind Productions, realizacja nagrań, miksowanie, produkcja muzyczna)[4]
- Chainsaw – The Journey into the Heart of Darkness (2005, Empire Records, produkcja muzyczna, miksowanie)[5]
- Corruption – Virgin’s Milk (2005, Metal Mind Productions, realizacja nagrań, miksowanie, gitara, śpiew)[6]
- Chainsaw – A Sin Act (2006, Empire Records, realizacja nagrań, miksowanie)[7]
- Muchy – Terroromans (2007, Polskie Radio, realizacja nagrań, miksowanie, produkcja muzyczna)[8]
- Black River – Black River (2008, Mystic Production, miksowanie)[9]
- Acid Drinkers – Fishdick Zwei – The Dick Is Rising Again (2010, Mystic Production, realizacja nagrań, miksowanie, gitara basowa)
- Corruption – Bourbon River Bank (2010, Mystic Production, realizacja nagrań, miksowanie)[10]
- CF98 – Nic do stracenia (2010, Antena Krzyku)

## Nagrody i wyróżnienia
| Rok  | Kategoria                                                 | Nagroda                    | Nota        |
| ---- | --------------------------------------------------------- | -------------------------- | ----------- |
| 2000 | Album roku hard & heavy (Acid Drinkers – Broken Head)     | Fryderyk                   | Laur        |
| 2001 | Album roku hard & heavy (Guess Why – Road to the Horizon) | Fryderyk                   | Laur        |
| 2005 | Instrumentalista roku                                     | Plebiscyt Teraz Rock, 2004 | 10. miejsce |